# Jerzy Heczko
Jerzy Bogusław Heczko (14. května 1825, Lyžbice – 11. května 1907, Komorní Lhotka), též Hetschko, pseud. Jerzy Prawdowski, byl polský evangelický duchovní a náboženský spisovatel.
Po několikaletém působení v Haliči se stal roku 1859 farářem v evangelickém sboru v Komorní Lhotce na Těšínsku, kde setrval až do smrti.
Do dějin se zapsal zejména jako autor jednoho z nejvýznamnějších polských protestantských kancionálů (Kancyonał czyli śpiewnik dla chrześcian ewangielickich), který vyšel poprvé roku 1865 a sehrál důležitou roli v procesu polského národního obrození na Těšínsku. Byl vydán celkem třiadvacetkrát; v české části Těšínska se používal až do počátku 21. století.
Jeho synem byl entomolog Alfred Hetschko.